# 沙鹿區
沙鹿區，舊稱「沙轆」，前身「沙鹿鎮」，位於臺灣臺中市西部海岸平原的中心，介於臺中市區與臺中港之間，為臺中國際機場所在地。區內人口約有10.0萬人，是臺中市海線地區的人口第一大區。曾為臺中州大甲郡沙鹿庄、沙鹿街以及臺中縣大甲區沙鹿鎮、直轄沙鹿鎮，後縣市合併隸屬臺中市，為沙鹿區。
沙鹿區早期為隸屬平埔族的拍瀑拉族沙轆社人的活動場域，到清雍正年間大甲西社事件後，漢人陸續入墾，形成街庄。日治時代後因縱貫鐵路海線的開通，使其被整合入臺灣全島交通體系中，再隨臺中港的開發，經濟產業逐漸由農業轉變為工商業。由於沙鹿區為臺中海線開發較早的地區，早期已是大肚山以西地帶的核心生活圈，生活機能完善，且因位居臺中西部海岸平原中心位置，擁有數條交通要道與建設，鄰近多個大型產業園區，現則發展迅速。而在農業發展上，有甘藷、豬肉等副食產品為重要特產。

## 歷史
沙鹿區舊稱「沙轆」，原為屬於平埔族一支之拍瀑拉族（Papora）沙轆社（Salach）活動範圍，清代則稱「迴馬社」或「遷善社」。直至1920年改稱「沙鹿」，並沿用至今:155，唯「沙鹿」一詞臺灣話仍稱「Soa-lak」。
沙鹿區早期為中臺灣濱海漁村地區，原有拍瀑拉族百戶聚居，稱「沙轆社」的故鄉 - 中研院民族所數位典藏，又稱「社口番地」，或言由於此地風沙特多之因。明鄭時期，沙轆社屬於大肚王國。臺灣清治時期，雍正9年（1731年）劃大甲溪以北至雞籠為淡水廳轄區，清乾隆初年，並將廳治設沙轆，改稱「沙轆新庄」，後續閩南、客家吳姓移民入墾沙轆為處理開墾戶的事情而建的寮舍稱「公館」，另有同安的蔡姓，安溪的王姓，南安的李姓及晉江的蕭姓等家族，陸續至本地拓墾；道光年間，設有塘兵房三間，駐防守兵力十五名以上，加入晉江的顏姓家族、安溪等白姓家族，不斷拓墾，在嘉慶年間「沙轆」已發展為南北交通必經之地。
臺灣日治之初分屬於臺中縣梧棲港辨務署第三、五、六區，隔年改制為臺中辨務署塗葛堀支署沙轆街、鴨母寮、北勢頭區。1902年臺灣總督府實施廢縣置廳，分屬為臺中廳牛罵頭、塗葛堀支廳「沙轆庄」，後改為單一轄區臺中廳沙轆支廳沙轆區。大正9年（1920年）實施五州制，設沙鹿庄屬臺中州大甲郡。1938年，沙鹿庄升格為「沙鹿街」。
戰後1945年12月11日，沙鹿街改為「沙鹿鎮」，隸屬臺中縣大甲區。1950年10月21日，調整行政區域並裁撤區署，沙鹿鎮改直隸於臺中縣。1951年8月底時，沙鹿鎮計轄21里，之後境內行政區劃歷經一次更名及數次鄰里數調整:145。至2002年2月7日後，沙鹿鎮里數仍為21個里，分別為居仁里、洛泉里、沙鹿里、美仁里、興仁里、興安里、斗抵里、鹿峰里、鹿寮里、竹林里、犁分里、福興里、北勢里、晉江里、六路里、南勢里、埔子里、三鹿里、公明里、清泉里、西勢里。2010年12月25日，配合臺中縣市合併，沙鹿鎮改制為「沙鹿區」。

## 地理

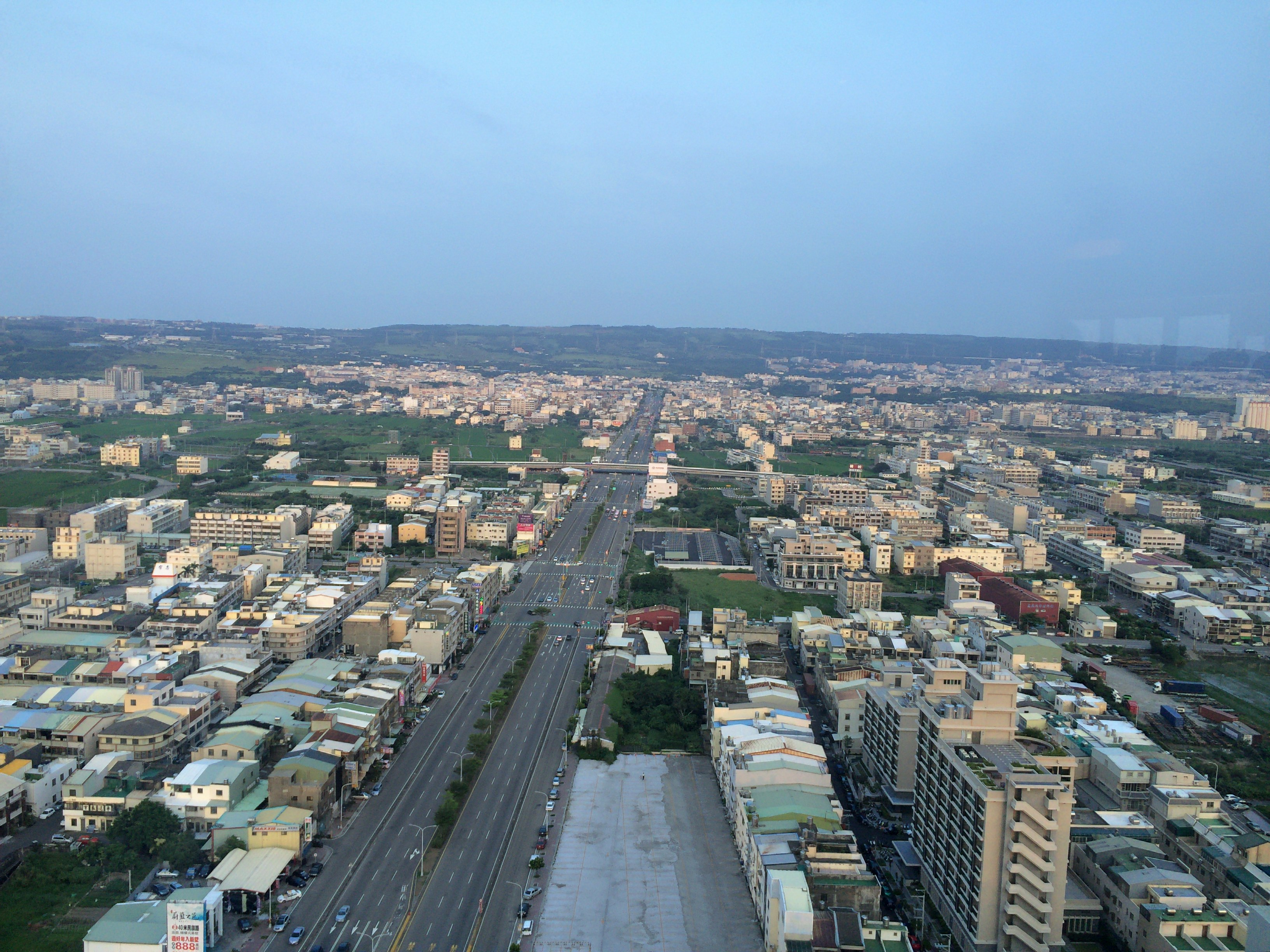
從童綜合醫療社團法人童綜合醫院沙鹿院區看沙鹿區的建築

### 地形
沙鹿區位於臺中市西部，大肚臺地西翼，清水隆起海岸平原中部:44，東與西屯區、大雅區相接，西連梧棲區，南與龍井區為界，北與清水區為鄰:44、46。行政區域東西寬約4.9公里，南北長約8.2公里，全區面積40.4604平方公里:44。
沙鹿區地形主體由大肚臺地和清水隆起海岸平原所組成地區，東部為臺地地形，為沙鹿區地形的主體，係大肚山臺地之中部。臺地斷層以西，為清水隆起海岸平原之一部，呈東西窄短，南北狹長形。地勢平坦，為沙鹿區精華地帶，也為市街區所在。

### 水文
沙鹿區的天然溪流有橋頭寮溪、鹿寮南溪、鹿寮北溪、竹林南溪、竹林北溪、北勢溪、南勢溪、鷺山坑溪以及風騷溝等，大多皆源自大肚臺地之上的西勢里、犁分里等地（僅風騷溝源自沙鹿區第三公墓南側）:74、76，由於沙鹿區的年降水量較少，境內除了竹林南溪、竹林北溪、北勢溪、南勢溪的中下游常年有水以外，其餘溪流之溪谷經常呈現乾涸見底的狀態，僅在雨季時提供地面逕流排水:74。
沙鹿區的人工灌渠主要為引進大甲溪水的五福圳，沿著縱貫鐵路海岸線南流，灌溉鹿峰里與鹿寮里等二里的水田；其次則是聚集風騷溝、北勢溪與南勢溪餘水的三條圳，用以灌溉鐵路以西的地區:74。

### 氣候
沙鹿區的氣候屬於副熱帶季風氣候:65、72。其氣溫夏熱長、冬溫暖，且僅春、夏、秋三季，無冬季，各月均溫皆在攝氏14度以上，在4月至9月之間的平均氣溫則高於攝氏20度，而6月至9月時的平均氣溫高於攝氏25度:65－66。最熱月份為7月，月均溫約在攝氏27.3至29.2度之間；最冷月份為1月，月均溫約在攝氏14.4至15.7度之間:66。
沙鹿區的乾溼季分明，10月至4月為乾季，5月至9月則為溼季，整體呈現夏雨冬乾的現象，其中6月和8月受到夏季對流旺盛、梅雨鋒面與颱風的影響，係全年降雨量的兩個巔峰期:66、72。境內以大肚山為界，西側的北勢坑年平均雨量為1,215.3毫米，東側的公館則為1,307.1毫米，故沙鹿區境內的降雨量分布有由西向東遞增之勢:66、68、72。

### 人口
根據臺中市政府民政局統計，2024年底沙鹿區戶數約3.6萬戶，人口約10.0萬人，為臺中市海線地區人口最多的行政區。區內人口最多與最少的里分別是三鹿里與美仁里，2024年底兩里人口分別為10,118人與619人。

## 政治

### 歷任首長
| 任別 | 姓名   | 任期                          | 備註 |
| 1    | 陳小菲 | 2010年12月25日－2015年6月15日 |      |
| 2    | 徐家強 | 2015年6月15日－2017年1月26日  |      |
| 3    | 李順彬 | 2017年1月26日－2018年12月25日 |      |
| 4    | 廖財崇 | 2018年12月25日－2023年8月2日  |      |
| 5    | 張世祺 | 2023年8月2日－2025年7月21日   |      |
| 6    | 劉素幸 | 2025年7月24日－現任           |      |

### 區政組織

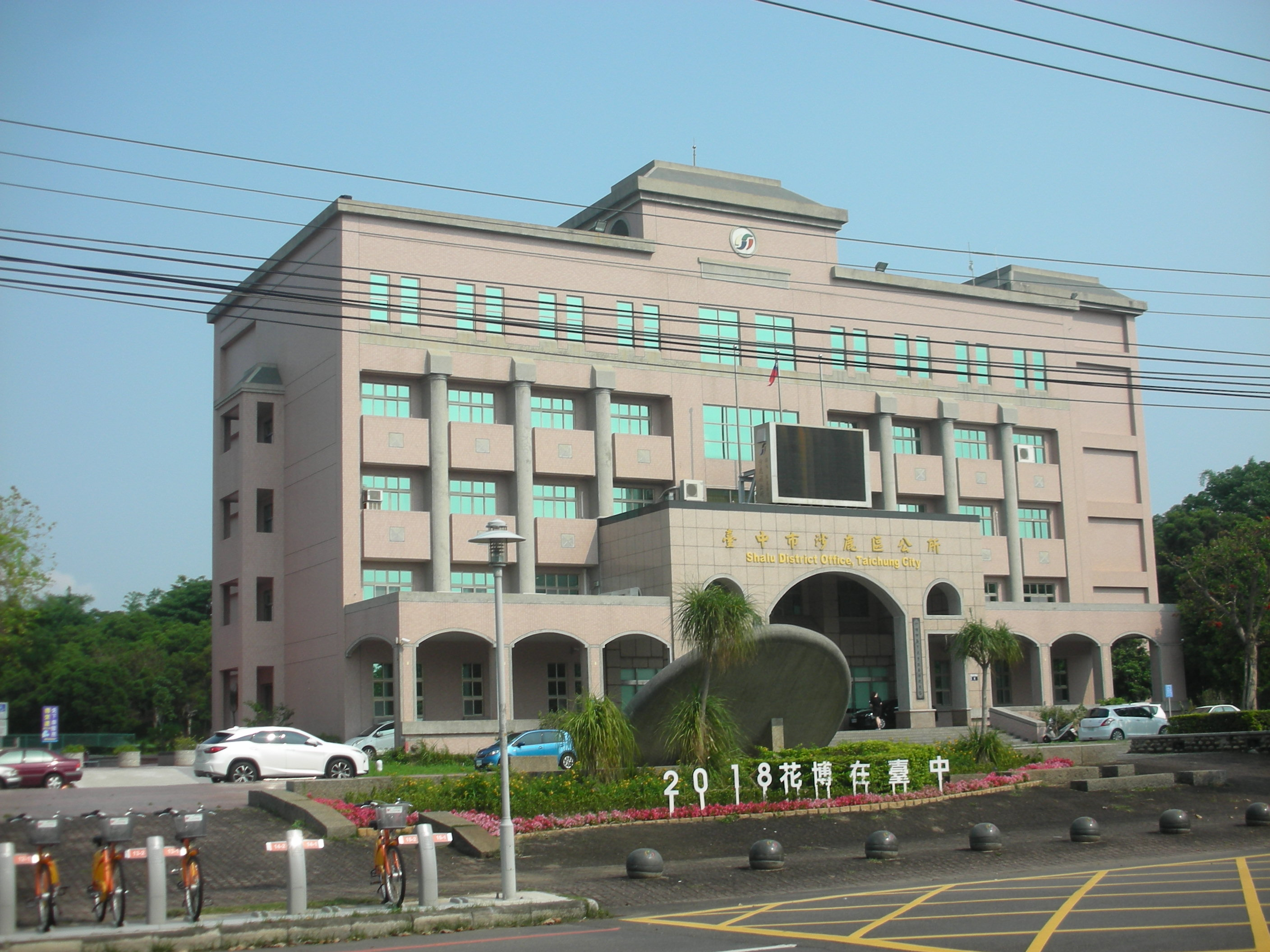
沙鹿區公所

沙鹿區公所是臺中市政府在沙鹿區的派出機關，為市政府綜理區政的執行機關，上級業務監督機關為臺中市政府。區公所首長由市長任命，其任期為無任期保障。在區長及主任秘書之下，設有5課4室等9個內部單位。

### 行政區
現今沙鹿區行政範圍的確立，來自於1920年，日本將臺灣十二廳改為五州二廳，設沙鹿庄屬臺中州大甲郡:168、199。沙鹿庄轄沙鹿、竹林、北勢坑、南勢坑、鹿寮、西勢寮、公館等7個大字:32。1938年，沙鹿庄改制為「沙鹿街」:170。1945年12月，改為「沙鹿鎮」，屬臺中縣大甲區:171。1950年，裁撤區署，沙鹿鎮改直隸於臺中縣:200。2010年12月25日，臺中縣市合併改制為直轄市，沙鹿鎮改制為市轄區「沙鹿區」，隸屬臺中市。
沙鹿區共轄21里，其行政區域分布情形為：
| 沙鹿區行政區劃 |        |      |        |      |        |
|                |        |      |        |      |        |
| 編號           | 里名   | 編號 | 里名   | 編號 | 里名   |
| 1              | 居仁里 | 2    | 沙鹿里 | 3    | 洛泉里 |
| 4              | 美仁里 | 5    | 興仁里 | 6    | 興安里 |
| 7              | 斗抵里 | 8    | 福興里 | 9    | 南勢里 |
| 10             | 三鹿里 | 11   | 埔子里 | 12   | 六路里 |
| 13             | 晉江里 | 14   | 北勢里 | 15   | 竹林里 |
| 16             | 鹿寮里 | 17   | 鹿峰里 | 18   | 西勢里 |
| 19             | 犁分里 | 20   | 公明里 | 21   | 清泉里 |

### 選舉
沙鹿區與龍井區、大肚區、烏日區及霧峰區劃分為臺中市第二選舉區，現任立委是顏寬恒。

### 警政消防
沙鹿區的警政治安由臺中市政府警察局清水分局負責，在區內設有沙鹿分駐所、光華派出所、清泉派出所和明秀派出所；消防救護則由臺中市政府消防局第四救災救護大隊沙鹿分隊負責，除公明里、西勢里、清泉里等三里由清泉分隊負責。

## 金融
- 臺灣銀行臺中國際機場分行
- 臺灣土地銀行沙鹿分行
- 合作金庫銀行沙鹿分行、東沙鹿分行
- 第一銀行沙鹿分行
- 華南銀行沙鹿分行
- 彰化銀行沙鹿分行
- 兆豐銀行沙鹿分行
- 臺灣中小企業銀行沙鹿分行
- 台中銀行沙鹿分行
- 玉山銀行沙鹿分行
- 台新銀行沙鹿分行
- 國泰世華銀行沙鹿分行
- 新光銀行沙鹿分行
- 元大銀行沙鹿分行
- 安泰銀行沙鹿分行
- 台北富邦銀行沙鹿分行[20]

## 宗教
- 沙鹿玉皇殿（天公廟）
- 沙鹿保安宮（三山國王廟）
- 沙鹿朝興宮（媽祖廟、沙鹿媽）
- 普善寺（拍瀑拉族祖靈祠）
- 北勢青山宮（靈安尊王廟）
- 蔴園福興宮（王勳千歲廟）
- 沙鹿龍神宮（楊戩二郎神君廟）
- 真耶穌教會沙鹿教會
- 沙鹿天主堂
- 沙鹿旌旗教會
- 沙鹿聖教會
- 西勢寮慶安宮
- 公明保安宮（廣澤尊王廟）
- 埔子慶安宮
- 埔子保安宮
- 南海信海宮
- 埔尾永安宮（金府大王）
- 斗抵保寧宮（五府千歲）
- 鹿港寮永天宮（媽祖廟）
- 沙鹿護安宮（廣澤尊王）
- 沙鹿義聖宮（關聖帝君）
- 沙鹿巡安宮（蘇府千歲）
- 沙鹿忠天宮（媽祖廟、鹿寮媽）
- 沙鹿城隍廟（城隍老爺）
- 沙鹿鹿寮里福德宮
- 沙鹿東晉福亨宮
- 沙鹿三鹿里保安宮
- 沙鹿福安宮
- 沙鹿城尊堂
- 沙轆觀音亭
- 沙鹿南勢南斗宮
- 沙鹿南勢慶安宮
- 沙鹿紫浩宮
- 沙鹿浩安宮
- 沙鹿龍山宮
- 沙鹿鹿峰鹿寮開基福德祠
- 臺中尊鎮堂沙鹿金虎爺分會

## 教育

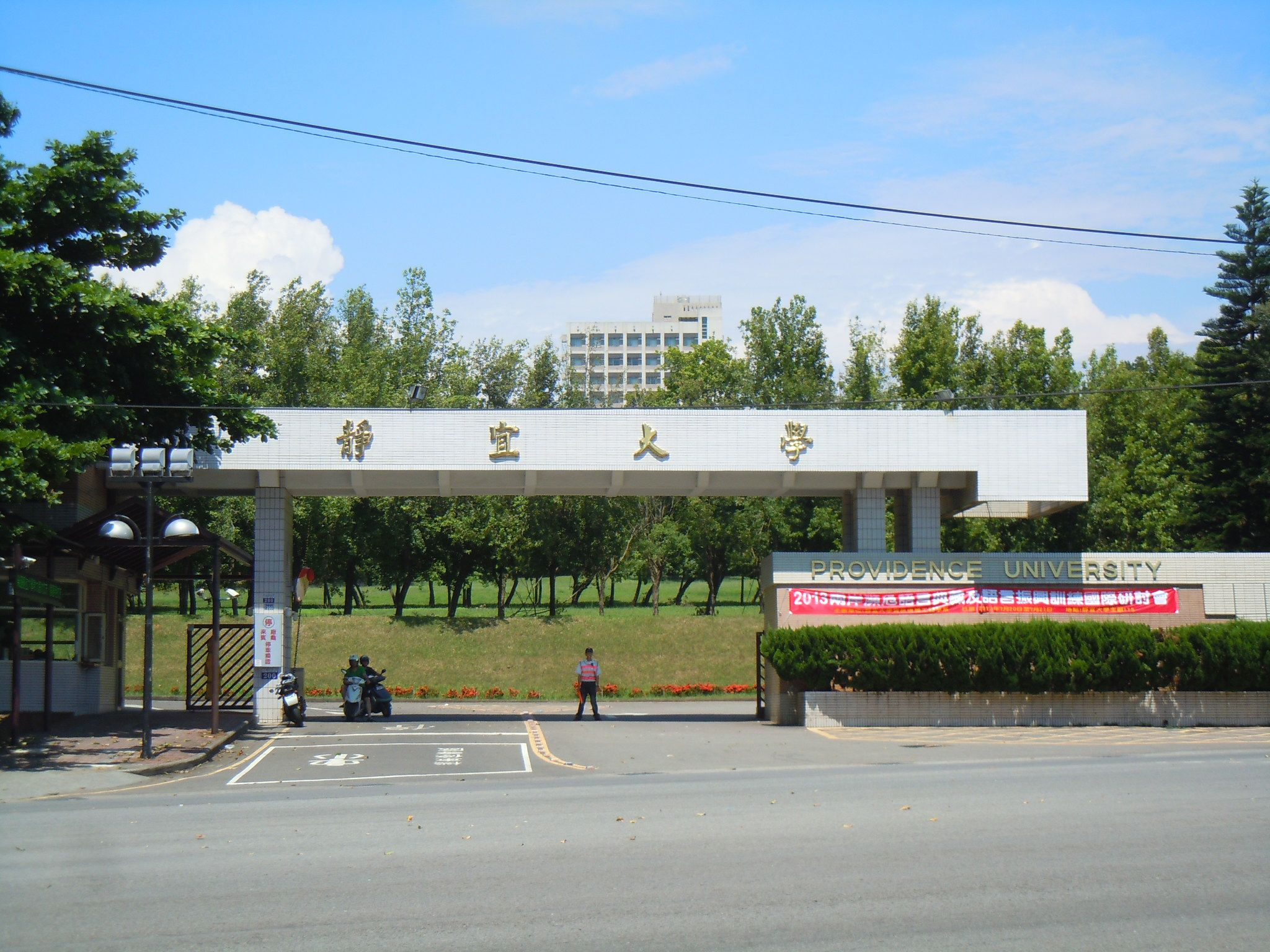
靜宜大學

沙鹿區現有大專院校為靜宜大學以及弘光科技大學兩校:702－725，公立高級中等學校有臺中市立沙鹿工業高級中等學校一校:726－740，其他公立教育機構計有臺中市立沙鹿國民中學、臺中市立北勢國民中學、臺中市立公明國民中學、臺中市立鹿寮國民中學等四所國民中學:740－774，臺中市沙鹿區沙鹿國民小學、臺中市沙鹿區鹿峰國民小學、臺中市沙鹿區北勢國民小學、臺中市沙鹿區公明國民小學、臺中市沙鹿區公館國民小學、臺中市沙鹿區文光國民小學、臺中市沙鹿區竹林國民小學、臺中市沙鹿區鹿陽國民小學等七所國民小學:775－850，以及臺中市立圖書館沙鹿深波分館、臺中市立圖書館沙鹿文昌分館等二所社教機構。

## 醫療
- 光田綜合醫院沙鹿總院
- 童綜合醫院沙鹿總院
- 光田綜合醫院向上院區

## 交通

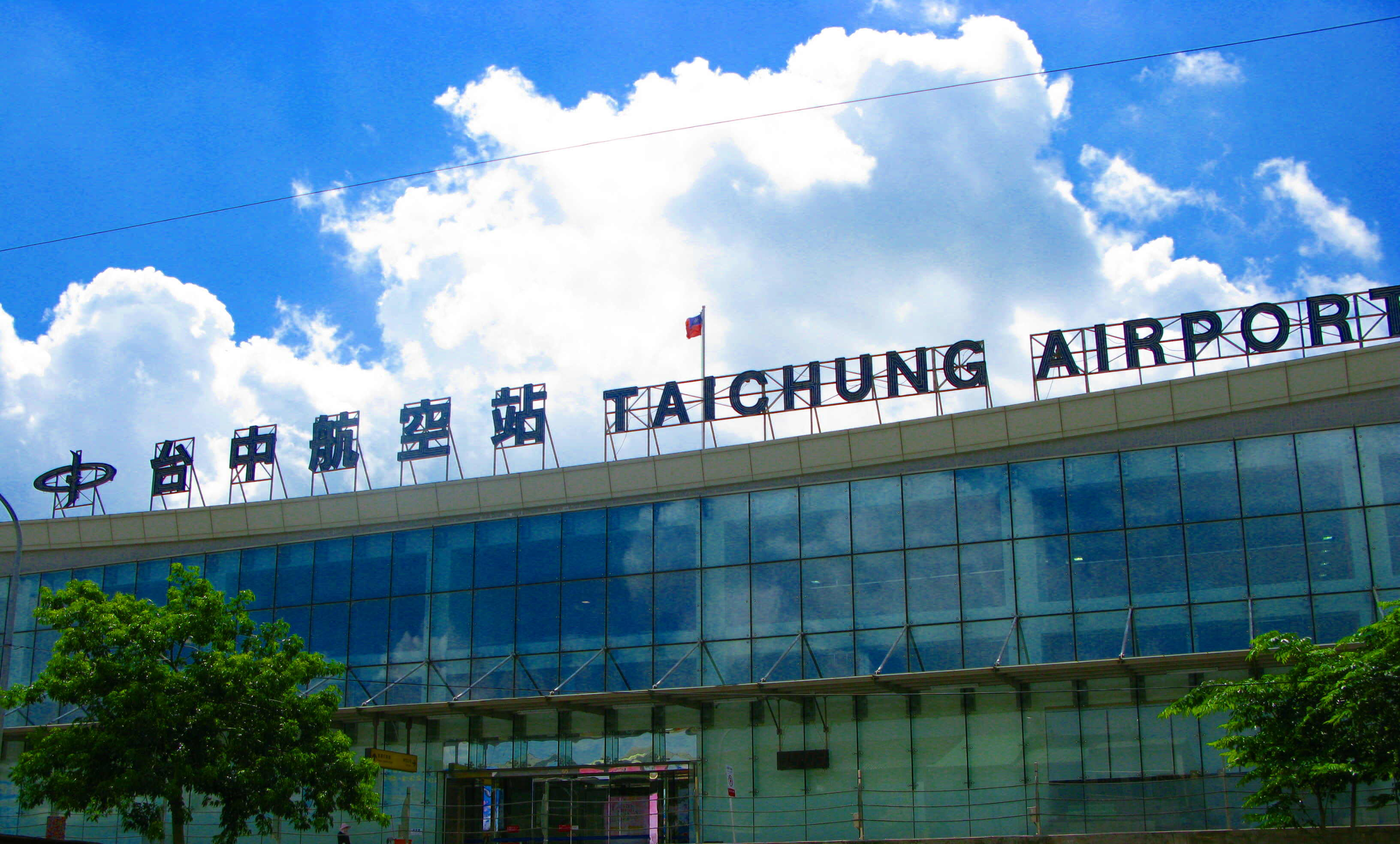
臺中國際機場第一航廈

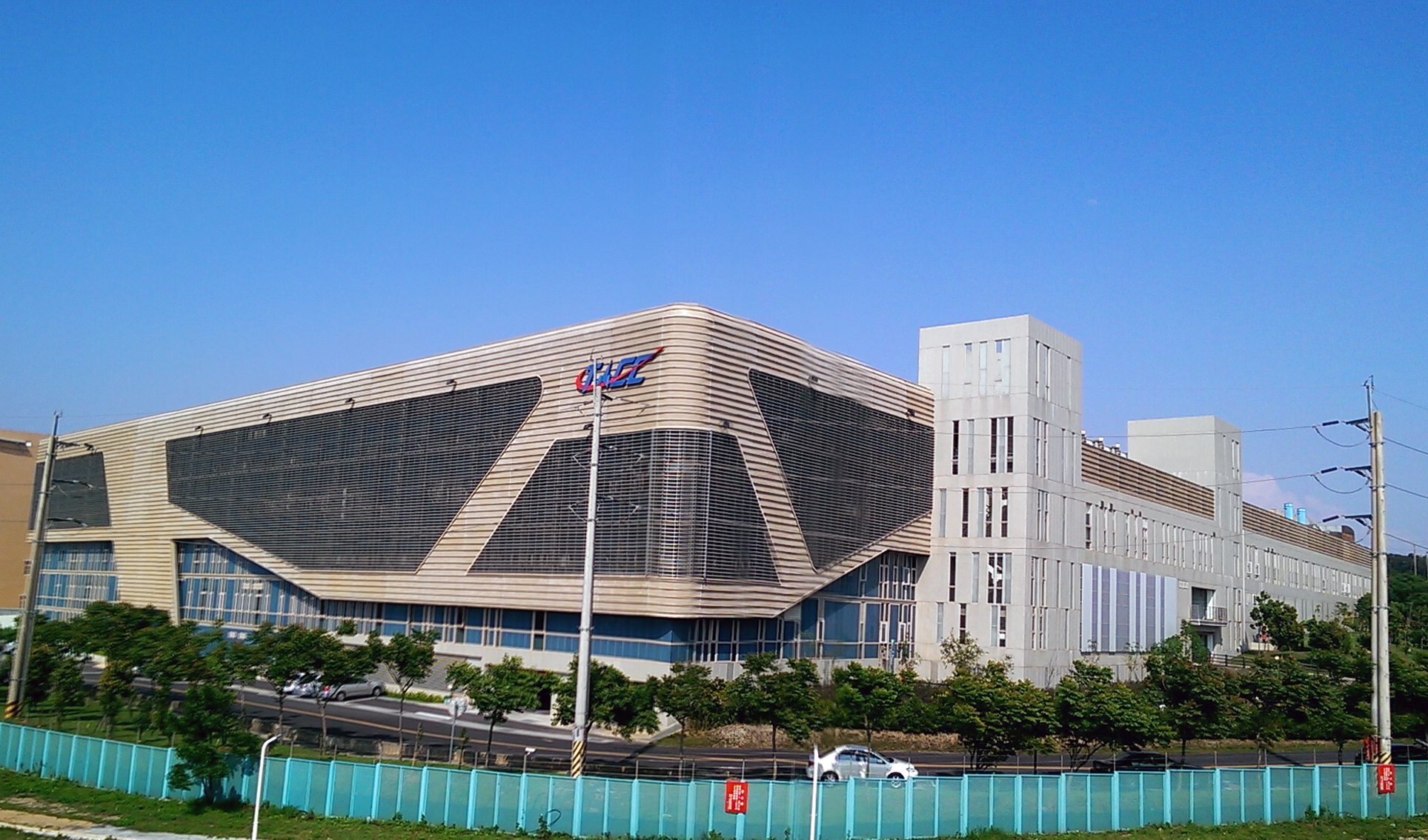
設於台中國際機場旁的臺灣先進複材中心

### 航空
- 台中國際機場：為臺灣中部地區的聯外機場。目前有國內航廈與國際航廈二座航廈。
- 清泉崗基地

### 鐵路

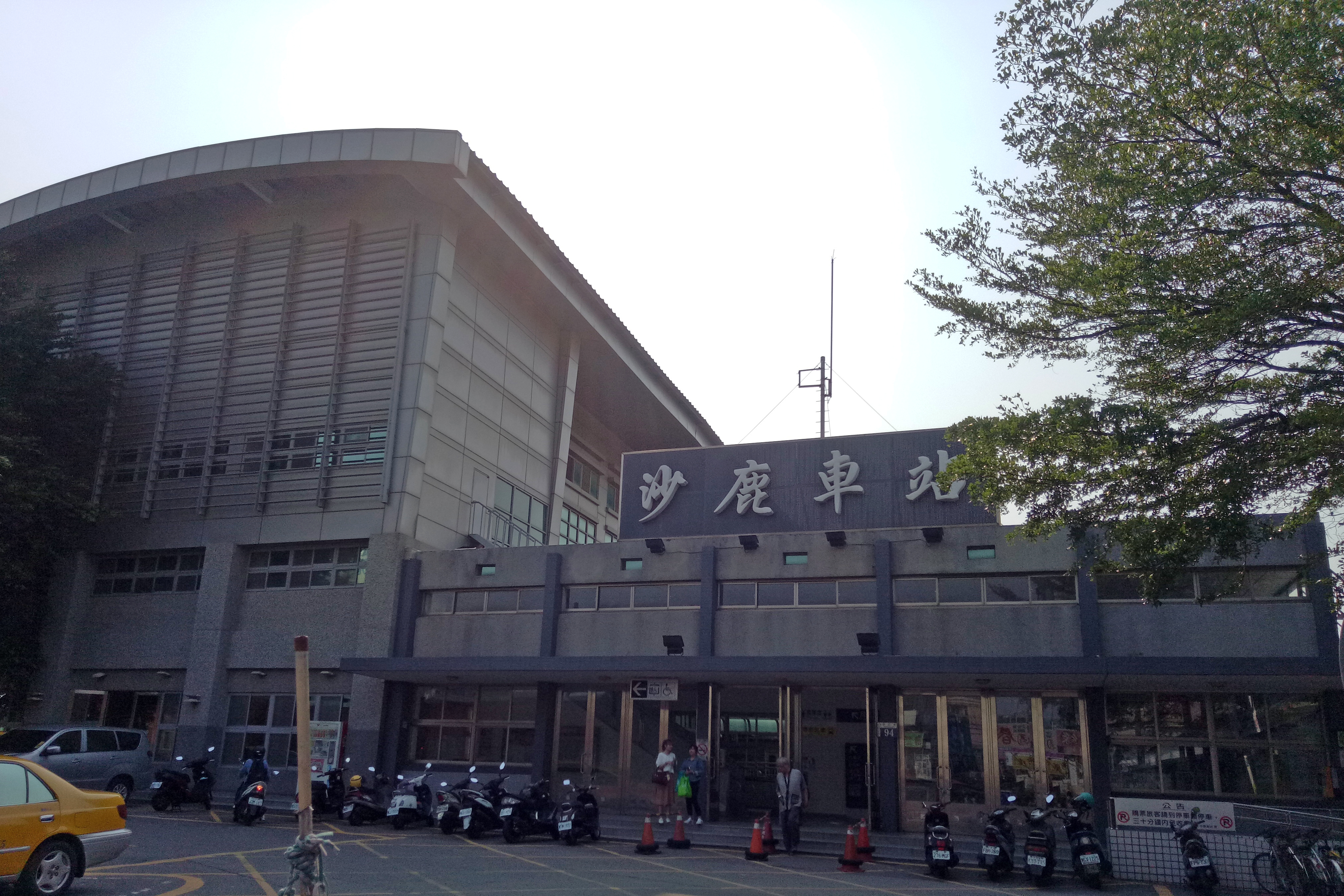
台鐵沙鹿車站

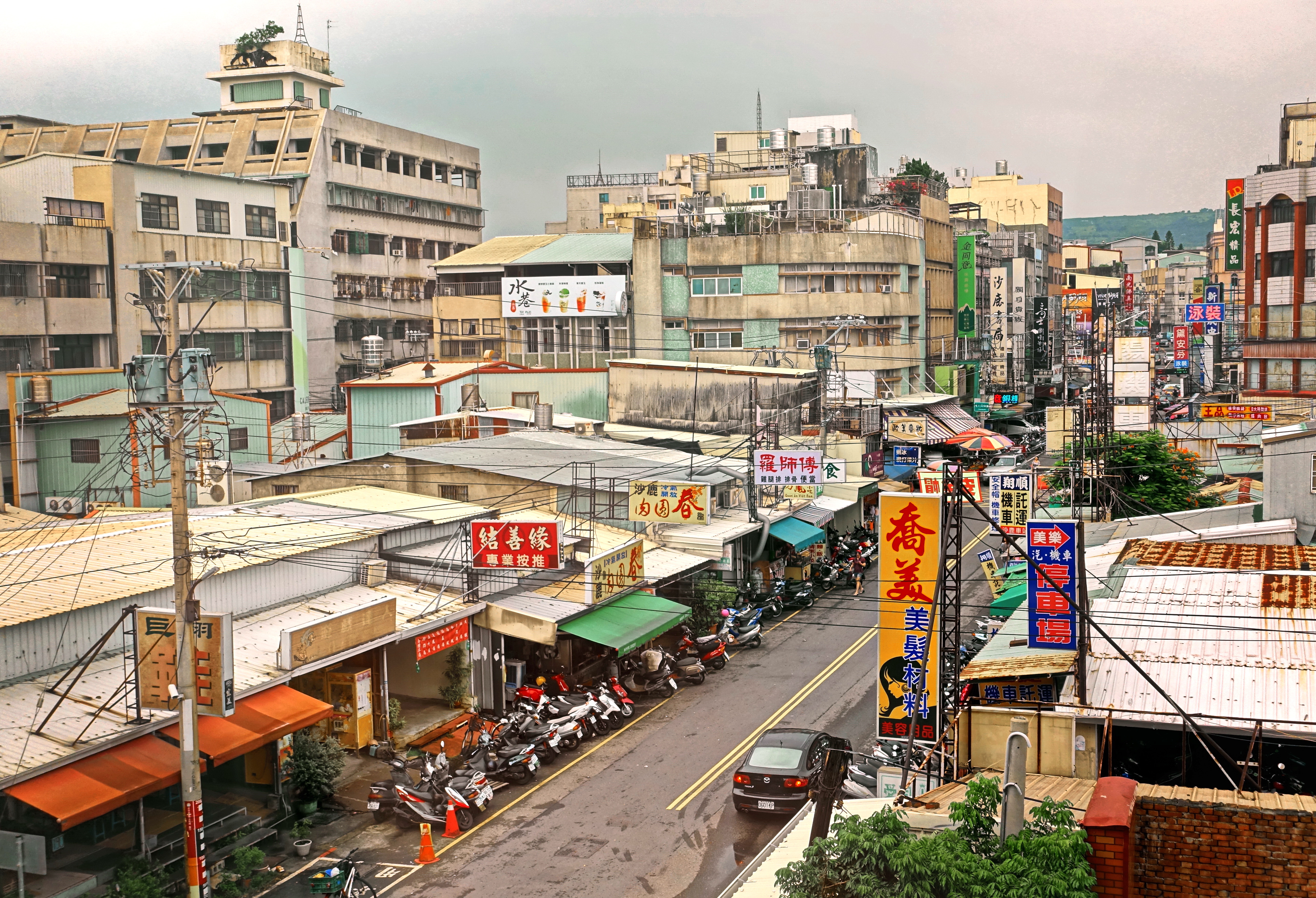
從沙鹿車站東望中正街。

臺灣鐵路
- 海岸線：沙鹿車站

 台中捷運
- █藍線（規劃中）
- █橘線(臺中機場捷運）（規劃中）

### 公路
高速公路
國道三號（福爾摩沙高速公路）
- 176 沙鹿：與台10線（中清路）立體交會。交流道臨近臺中清泉崗機場、中部科學園區及臺中港。西向可進入沙鹿市區、清水市區及梧棲區，東向可聯絡台10乙及大雅區。
- 182 龍井：銜接向上路（台中生活圈特三號道路）。交流道臨近沙鹿高工、靜宜大學、弘光科技大學、東海大學、中部科學園區、臺中工業區及臺中港關連工業區。東向銜接臺灣大道，西向可聯絡台1線及西部濱海快速公路，由於交流道位置特殊，東西向皆可到達沙鹿市區、龍井區、梧棲區及臺中市。

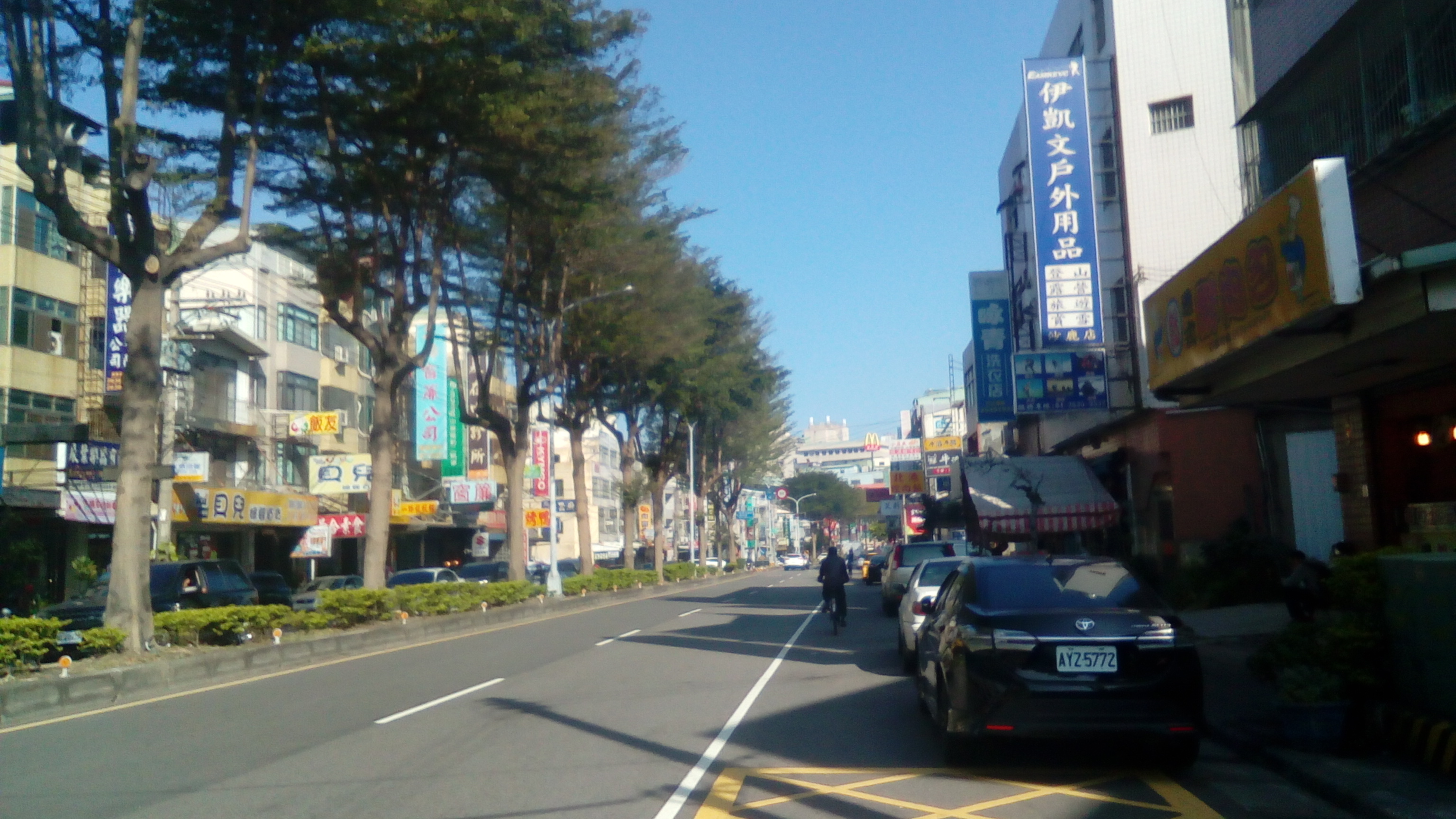
沙田路

省道、縣道及其他主要道路
台1線：俗稱縱貫公路，行經沙鹿區鹿寮里與梧棲區交界處。
台10線：即中清路。起自臺中港台17線叉路，經清水區後進入沙鹿區，可聯絡國道三號沙鹿交流道、公明國中、漢翔工業沙鹿廠區、空軍清泉崗基地後進入大雅區、神岡區、國道一號豐原交流道、豐原區。
台10乙線：即中航路，為台10線支線。自公明國中（西勢寮）行經臺中清泉崗機場，於嘉陽高中前進入清水區。在台10線高架路段未全線通車時，台10乙為清水區聯絡大雅區、神岡區、豐原區與臺中市區的重要道路之一。
台12線：即臺灣大道。為海線地區聯絡臺中市區的重要道路。自沙鹿陸橋起進入沙鹿區，沿途行經沙鹿高工、靜宜大學、弘光科技大學、臺達發休閒購物中心（興建中）後進入龍井區。
市道136號：龍井區－向上路六段－向上路七段－中興路－國道三號龍井交流道－龍井區。
中67線：即中山路。為沙鹿區三民路舊線，可通往沙鹿市區。
中69線：即鎮南路。起點為台一線舊線（沙田路）終點於台12線（臺灣大道），是沙鹿區的重要道路。

### 公車客運
臺中市市區公車
- 公車專用道 靜宜大學站、晉江寮站、弘光科技大學站及正英路站：300、301、302、303、304、305、306、307、308、309、310

| 路線號碼 | 營運區間                                         | 經營業者                   | 備註                                                                                       |
| -------- | ------------------------------------------------ | -------------------------- | ------------------------------------------------------------------------------------------ |
| 69       | 臺中國際機場－龍潭                               | 台中客運                   | 經科雅路、忠義里(中科實驗高中)                                                             |
| 91       | 舊庄－中興嶺                                     | 豐原客運                   | 部分班次繞駛大南 經豐原東站                                                                |
| 91延     | 臺中國際機場－舊庄－中興嶺                       | 豐原客運                   |                                                                                            |
| 93       | 海環線（新烏日車站－大甲銅安厝）                 | 台中客運                   | 經沙鹿車站                                                                                 |
| 95       | 六福公園－外埔老人文康中心                       | 中台灣客運                 | 經沙鹿車站、外埔區公所                                                                     |
| 97       | 臺中國際機場－國立苑裡高中                       | 台中客運                   | 經大甲幼獅工業區                                                                           |
| 123      | 臺中慈濟醫院－梧棲觀光漁港                       | 中鹿客運                   | 經潭子車站、清泉醫院、臺中國際機場、清水高中、港區藝術中心                                 |
| 128      | 大雅－清水                                       | 台中客運                   | 經臺中國際機場、梧棲                                                                       |
| 128區    | 大雅→梧棲                                        | 台中客運                   | 例假日及寒暑假停駛                                                                         |
| 156      | 高鐵臺中站－臺中國際機場                         | 台中客運                   | 經台74線                                                                                   |
| 162      | 靜宜大學－嘉陽高中－靜宜大學                     | 中台灣客運                 | 靜宜大學端點為靜宜大學希嘉學苑 為單循環路線，嘉陽高中端無發車時刻 經沙鹿車站、臺中國際機場 |
| 164      | 清水國中－楊厝里                                 | 巨業交通                   | 例假日及寒暑假停駛                                                                         |
| 165      | 清水國中－舊庄                                   | 巨業交通                   | 例假日及寒暑假停駛                                                                         |
| 180      | 沙鹿－彰化                                       | 巨業交通                   | 沙鹿端點為巨業沙鹿站 經沙鹿車站                                                            |
| 182      | 豐原東站－清水                                   | 豐原客運                   | 經新庄                                                                                     |
| 183      | 豐原東站－臺中港郵局                             | 豐原客運                   | 經新庄                                                                                     |
| 185      | 豐原東站－清水                                   | 豐原客運                   | 經東山                                                                                     |
| 186      | 豐原東站－臺中港郵局                             | 豐原客運                   | 經東山                                                                                     |
| 237      | 豐原東站－大肚車站                               | 豐原客運                   | 經神岡市區、竹林                                                                           |
| 238      | 豐原東站－臺中港郵局                             | 豐原客運                   | 經神岡市區、犁分                                                                           |
| 239      | 豐原東站－梧棲                                   | 豐原客運                   | 經嘉陽高中                                                                                 |
| 290      | 干城站－童綜合醫院（梧棲院區）                   | 台中客運                   | 部分班次繞駛南寮里 經南屯、沙鹿車站                                                        |
| 300      | 靜宜大學－臺中車站－靜宜大學                     | 台中客運 統聯客運 巨業交通 | 行駛於公車專用道 為單循環路線，臺中車站端無發車時刻                                        |
| 301      | 靜宜大學－新光里                                 | 統聯客運                   | 326路之日間路線，行駛專用道。                                                              |
| 302      | 臺中國際機場－新光里                             | 中台灣客運                 | 行駛於公車專用道                                                                           |
| 303      | 港區藝術中心－新民高中                           | 統聯客運                   | 行駛於公車專用道 經清水區鰲峰路                                                            |
| 304      | 港區藝術中心－新民高中                           | 台中客運                   | 行駛於公車專用道 經清水區五權路                                                            |
| 305      | 大甲－鹿寮－臺中車站－大甲                       | 巨業交通                   | 大甲端點為巨業大甲停車場 為單循環路線，臺中車站端無發車時刻 行駛於公車專用道               |
| 306      | 清水－梧棲－臺中車站－清水                       | 巨業交通                   | 為單循環路線，臺中車站端無發車時刻 行駛於公車專用道                                        |
| 307      | 新民高中－梧棲觀光漁港                           | 台中客運                   | 行駛於公車專用道                                                                           |
| 308      | 新民高中－關連工業區                             | 統聯客運                   | 關連工業區端點為自立一街口 行駛於公車專用道                                                |
| 309      | 高美濕地－臺中車站－高美濕地                     | 台中客運 統聯客運 巨業交通 | 高美濕地端點為梧棲觀光漁港 為單循環路線，臺中車站端無發車時刻 行駛於公車專用道             |
| 309區    | 靜宜大學→臺中車站                                | 台中客運 統聯客運 巨業交通 |                                                                                            |
| 310      | 臺中港旅客服務中心－臺中車站－臺中港旅客服務中心 | 台中客運 統聯客運 巨業交通 | 為單循環路線，臺中車站端無發車時刻 行駛於公車專用道                                        |
| 310區1   | 臺中港旅客服務中心→臺中車站                      | 台中客運 統聯客運 巨業交通 |                                                                                            |
| 310區2   | 靜宜大學→臺中車站                                | 台中客運 統聯客運 巨業交通 |                                                                                            |
| 326      | 靜宜大學－新民高中                               | 統聯客運                   | 301路之夜間路線，行駛慢車道。                                                              |
| 352      | 大肚－中科管理局                                 | 中鹿客運                   | 經大肚車站、龍井車站、國安社區(宜寧中學)。延線至中科實中。                                 |
| 353      | 天母櫻城－沙鹿                                   | 巨業交通                   | 沙鹿端點為巨業沙鹿站                                                                       |
| 357      | 臺中國際機場－中台新村                           | 台中客運                   | 經東大路                                                                                   |
| 368      | 巨業沙鹿站-靜宜大學主顧聖母堂                    | 巨業交通                   |                                                                                            |
| 500      | 公共資訊圖書館-台中國際機場                      | 台中客運                   | 沿線至清水。中清幹線，2022年7月1日開始                                                     |
| 555      | 台中國際機場－捷運文華高中站                     | 睿奕交通                   | 經市政府、新光三越、大遠百、黎明中科路口                                                   |
| 659      | 幼獅工業區－臺中榮總                             | 台中客運                   | 幼獅工業區端點為幼獅工業區服務中心 經外埔區公所                                            |
| 675      | 龍津高中－凱旋敦化路口                           | 台中客運、統聯客運         |                                                                                            |
| 677      | 沙鹿龍井環線                                     | 巨業交通                   | 分左右環行駛，皆由巨業沙鹿站發車，右環線先抵第一銀行（沙鹿分行），左環先抵沙鹿市場         |
| 678      | 台中港旅客服務中心－沙鹿西站                     | 睿奕交通                   | 經中港高中、大德國小、梧棲第一市場、梧棲、清水新興重劃區                                   |
| 679      | 新政大安港路口－臺中國際機場                     | 睿奕交通                   |                                                                                            |

小黃公車
臺中市小黃公車是由臺中市政府交通局推動的公車系統之一，於2017年4月1日啟用，路線皆採固定時間發車且免費搭乘，乘車需於前一天預約，預約人數較多時則安排多輛計程車以提供載客服務，當中僅無臺中市市區公車行駛、停靠之路段可隨招隨停，以擴大公共運輸服務範圍至年長者、行動不便、偏遠地區、攜帶大型行李的民眾。行經沙鹿區的小黃公車路線有黃15路（天母櫻城至沙鹿車站）、黃20路（鴨母寮永安宮至沙鹿光田醫院）等2條，提供三鹿、埔子、六路、南勢、福興、北勢、興仁、興安、居仁、沙鹿等10個里的居民搭乘。
公路客運
- 本表更新時間為2016年3月1日。

| 編號 | 業者     | 路線                           | 行駛區間                                                   | 備註         |
| 7511 | 和欣客運 | 臺北－臺中港（臺中港旅客中心） | 弘光科技大學、靜宜大學、沙鹿站、大庄站、梧棲國小、海港大樓 | 行經國道一號 |

### 公共自行車
臺中市公共自行車租賃系統（iBike）是臺中市政府推動的公共自行車租賃系統，2013年6月開始規劃建置，2014年7月18日開始營運，2017年5月16日使用次數突破一千萬人次，沙鹿區則於2018年5月8日正式引進YouBike1.0系統，並於2021年6月16日引進YouBike2.0系統，2023年6月28日全面停止營運YouBike1.0系統，改為僅營運YouBike2.0系統。資料截至2024年12月31日，YouBike2.0系統已於沙鹿區設有48個站點，並可甲地租車、乙地還車，提供民眾租借使用。

## 旅遊

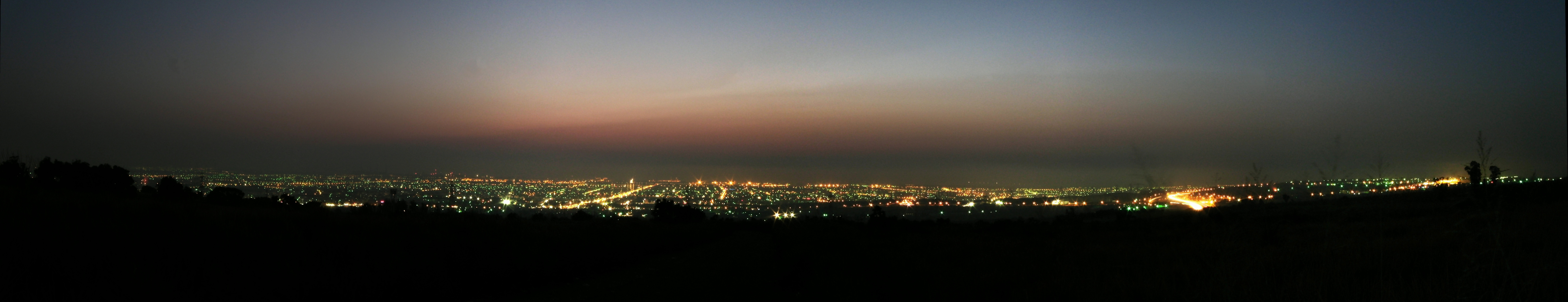
由大肚山遠眺沙鹿區的夜景

- 臺中都會公園
- 主顧聖母堂
- 鹿鳴公園
- 鎮立公園
- 兒童公園
- 青山公園
- 青年公園
- 長青公園
- 三鹿公園
- 明秀公園
- 六福公園
- 晉宜公園
- 清泉公園
- 大埤公園
- 運動公園
- 舞衫生態公園
- 沙鹿區登山步道
- 南勢溪自行車道
- 鹿寮成衣商圈
- 青雲鑄劍藝術文化館
- 美仁里彩繪巷
- 乳牛牧場夜景餐廳

## 外部連結
- 沙鹿區公所 （页面存档备份，存于）